# 中川淳
中川 淳（なかがわ じゅん、1927年（昭和2年）1月1日 - 2017年（平成29年）4月）は、日本の法学者。専門は民法。学位は、法学博士（立命館大学・論文博士・1971年）。広島大学名誉教授。弁護士。

## 略歴
- 京都府出身[1]。
- 1950年（昭和25年） 京都大学法学部卒業、京都大学大学院特別研究生。
- 1974年（昭和49年） 立命館大学より法学博士の学位を取得、学位論文の題は「夫婦法の現代的課題――離婚法の解釈を中心として」）。
- 立命館大学教授、広島大学教授等を歴任。

## 学会・社会的活動
日本学術会議会員、日本法政学会理事長、京都調停協会連合会会長、近畿調停協会連合会副会長等を歴任。

## 著書

### 単著
- 『家族法の現代常識』（有信堂〈Yushindo sosyo〉、1970年／改訂版、1975年）
- 『現代の家族法』（日本評論社〈セミナー叢書〉、1976年）
- 『判例家族法』（弘文堂、1976年）
- 『親族法逐条解説』（日本加除出版、1977年／改訂版、1990年）
- 『家族法読本』（法律文化社、1981年）
- 『親族相続法』（有斐閣〈有斐閣双書〉、1981年／改訂版、1988年）
- 『核家族の法理――夫婦・親子関係の変化と民法』（学陽書房〈法学選書〉、1982年）
- 『相続法逐条解説（上・中・下）』（日本加除出版、1985年-1995年）
- 『家族と法律――かわりゆく夫婦・親子関係をめぐって』（有信堂高文社、1991年）
- 『家族法判例研究』（法律文化社、1992年）
- 『家族法の現代的課題』（世界思想社、1992年）
- 『現代家族法を学ぶ人のために』（世界思想社、1994年）
- 『新家族法入門』（法律文化社、1994年／第2版、2001年）
- 『現代家族法の研究』（京都女子大学〈京都女子大学研究叢刊24〉、1994年）
- 『片隅の思想――法学以前』（世界思想社、1996年）
- 『家族法の立法と解釈』（京都女子大学〈京都女子大学研究叢刊29〉、1997年）
- 『新しい家族と法律』（有信堂高文社、1999年）
- 『現代家族の法学』（日本加除出版、2000年）
- 『法学講義――基礎へのアプローチ』（世界思想社、2000年）
- 『夫婦・親子関係の法理』（世界思想社、2004年）

### 編著
- 『民法概説』（有信堂、1967年）
- 『法学読本』（法律文化社、1969年）
- 『親族法――判例』（有信堂〈判例実務大系7〉、1969年）
- 『判例相続法』（有信堂、1970年）
- 『家族法審判例の研究』（日本評論社、1971年）
- 『法学講話』（法律文化社、1973年）
- 『家族関係を学ぶ人のために』（世界思想社、1974年）
- 『法学学習案内』（日本評論社〈セミナー叢書〉、1975年）
- 『現代の法学』（法律文化社、1977年）
- 『法学を学ぶ人のために』（世界思想社、1977年）
- 『借地借家法』（三省堂〈判例コンメンタール 特別法〉、1978年）
- 『財産法と家族法の交錯』（立花書房、1984年）
- 『女性のための法学』（世界思想社、1984年／新版、1987年／新版全訂版、1992年）
- 『現代法学を学ぶ』（法律文化社、1988年）
- 『現代の民法』（有信堂高文社、1990年）
- 『調停関係者のための法律学入門』（法研出版、1991年）
- 『市民生活と法』（法律文化社、1994年／増補版、1997年／新版、2001年／第3版、2006年）
- 『新・法学を学ぶ人のために』（世界思想社、1994年）
- 『語るコンメンタール不法行為法』（有信堂高文社、1997年）
- 『現代社会と民法』（有信堂高文社、1998年／改訂版、2000年／第3版、2006年）
- 『家族論を学ぶ人のために』（世界思想社、1999年）
- 『やさしく学ぶ法学』（法律文化社、1999年／第2版、2003年／第3版、2006年）
- 『現代女性と法』（世界思想社、2002年／改訂版、2006年）
- 『現代法学を学ぶ人のために』（世界思想社、2003年／第2版、2008年）

### 共編著
- （山手治之）『法学入門――ケースメソッド』（有信堂〈Yushindo sosho〉、1969年）
- （松本暉男）『家族法――学説・判例』（法律文化社〈学説・判例双書〉、1970年）
- （三島宗彦）『ケースメソッド民法（1・2）』（有信堂、1974年-1975年）
- （大野真義）『医療関係者法学――現代医療と法』（世界思想社〈Sekaishiso seminar〉、1989年）
- （貝田守）『未来民法を考える』（法律文化社、1997年）

## 論文
- 「不貞行為と共同不法行為責任について――最近の最高裁判例の立場」『同志社法學』第49巻第6号（1998年）